# Svensjön, Småland
Svensjön är en sjö i Gnosjö kommun i Småland och ingår i Lagans huvudavrinningsområde.